# Sáliva (ethnie)
Les Sálivas ou Sálibas sont un groupe ethnique vivant dans les régions supérieures de l'Orénoque, des deux côtés de la frontière entre la Colombie et du Venezuela. Ils parlent le sáliva de la famille des langues salivanes.
En Colombie, ils habitent principalement dans la zone du Río Meta et au Venezuela au nord de l'État d'Amazonas. Au Venezuela, ils sont en phase d'assimilation totale.

## Les Sálivas et leurs coutumes

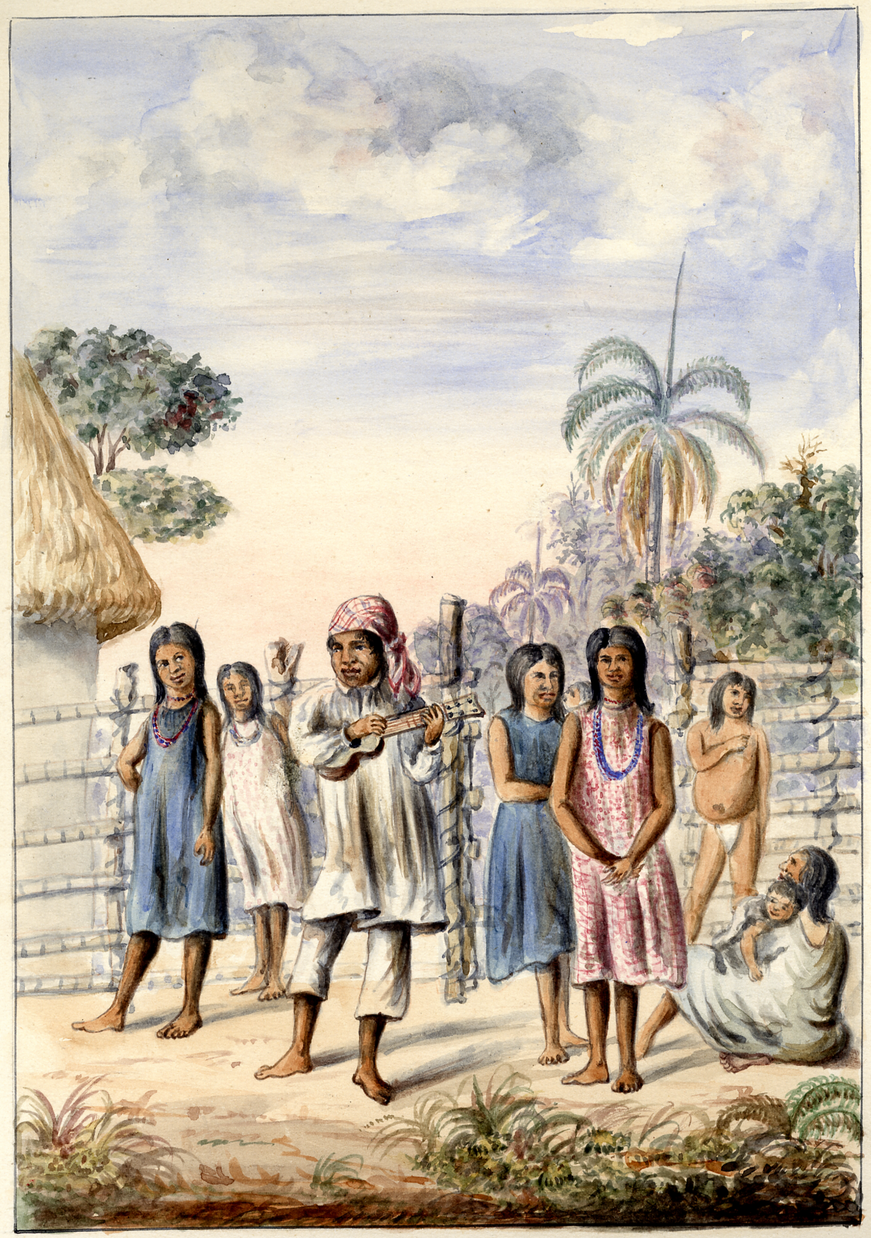
Indiens Sálivas dansant, province de Casanare : aquarelle de Manuel María Paz en 1856.

Alexandre von Humboldt décrit les Sálibas dans ses Voyages aux régions équinoxiales. Entre autres choses, il écrit que les Sálibas, au contraire des groupes des Caraïbes comme les Maquiritares, se peignent tout le corps et pas seulement la face.
Humboldt écrit :

« La région d'habitat originale des sálivas parait être la côte occidentale de l'Orénoque entre la rivière Vichada et le Guaviare, ainsi qu'entre la rivière Meta et la rivière Paute. Actuellement, les sálibas sont non seulement en Carichana, mais aussi dans la province Casanare, à Cabapuna, Guanapalo, Cabiuna et Macuco. Cette dernière ville, fondée par le frère jésuite Manuel Román en 1730, est peuplé de 1 300 habitants. Les Sálivas sont un peuple sympathique, doux, presque timide et très facile, qui dit non à la civilisation, mais oui au fait de contrôler les autres dans l'Orénoque. Pour échapper à la domination des Caraïbes, ils ont été autorisés à s'installer plus facilement dans les premières missions jésuites. Les pères ont aussi souvent fait l'éloge dans leurs écrits de leur rationnement et de leur capacité d'apprentissage. Les Sálivas aiment beaucoup la musique ; depuis les temps les plus lointains, ils jouent de la trompette en terre cuite d'environ quatre à cinq pieds de longueur contenant plusieurs extensions en forme de balles qui sont reliées par des tubes étroits. Ces trompettes émettent une tonalité très triste. Les jésuites ont heureusement réussi à utiliser la tendance naturelle des sálivas pour la musique instrumentale et, même après le retrait des missionnaires de la Compagnie de Jésus du fleuve Meta à San Miguel de Macuco, ils ont gardé la  belle musique d'église et les leçons de musique pour les jeunes. Il y a peu, un voyageur a vu, à sa grande surprise, les Aborigènes jouant du violon, du violoncelle, de la guitare, du triangle et de la flûte »

— Alexandre von Humboldt, Voyage aux régions équinoxiales du Nouveau Continent.